# Danko Jones
Danko Jones er et canadisk rockband fra Toronto, Ontario. Gruppen består af Danko Jones (vokal/guitar), John 'JC' Calabrese (bas) og Rich Knox (trommer).
I 2013 turnerede gruppen med det danske band Volbeat. På Volbeats album Seal the Deal & Let's Boogie fra 2016 sang forsangeren Danko Jones med på sangen "Black Rose".

## Diskografi

### Studiealbums
- Born a Lion (2002)
- We Sweat Blood (2003)
- Sleep Is the Enemy (2006)
- Never Too Loud (2008)
- Below the Belt (2010)
- Rock and Roll Is Black and Blue (2012)
- Fire Music (2015)
- Wild Cat (2017)
- TBA (2019)

### EP'er
- Danko Jones (1998)
- My Love Is Bold (1999)
- Mouth to Mouth  (2011)

### Opsamlingsalbums
- I'm Alive and on Fire (2001)
- B-Sides (2009)
- This Is Danko Jones (2009)
- Garage Rock! - A Collection of Lost Songs from 1996 - 1998 (2014)